# Allium deserti-syriaci
Allium deserti-syriaci — вид трав'янистих рослин родини амарилісові (Amaryllidaceae), поширений у східному Середземномор'ї.

## Поширення
Населяє східне Середземномор'я — Ізраїль, Йорданія, Ліван, Сирія, Туреччина.